# Piramide van Neferefre
De Piramide van Neferefre is de piramide die het graf van de kortregerende farao Neferefre uit 5e dynastie bevat.

## Bouw van de piramide
Farao Neferefre (ca. 2448 - 2445 v.Chr.) zat amper drie jaar op de troon toen hij overleed. Bij zijn dood was alleen het fundament voor zijn piramide af. Zijn opvolger, farao Nioeserre liet dit fundament snel ombouwen tot een lage, met grind bedekte heuvel. Daarbovenop liet hij een graftempel bouwen.
Het leek erop dat dit graf in de vergetelheid zou raken, maar dat gebeurde niet. De Tsjechische egyptoloog Miroslav Verner werkt nu al jaren in Abydos en heeft de graftombe van Neferefre kunnen analyseren. Hierin werden ruim 2000 papyrusrollen gevonden, waarop de grafcultus van een farao op werd beschreven. Deze riten werden honderd jaar na zijn dood nog gebruikt.
In het tempeltje werkten een staf van priesters en schrijvers. Zij waren de dienaren van de god en ex-farao Neferefre. Ze werden geholpen door de priesters uit de buurt. Het heiligdom van Mes was een kamer in de tempel waar alleen offers werden gebracht. De priesters brachten de stieren die werden geofferd naar binnen, en bonden hun poten vast. Daarna sneden ze de dieren de keel open, waarna het bloed werd opgevangen in een grote schaal. Volgens de papyri konden er wel 130 stieren worden geofferd tijdens een tiendaags feest. Dit was zeer opmerkelijk, want Neferefre zat slechts ongeveer drie jaar op de troon.

## Galerij

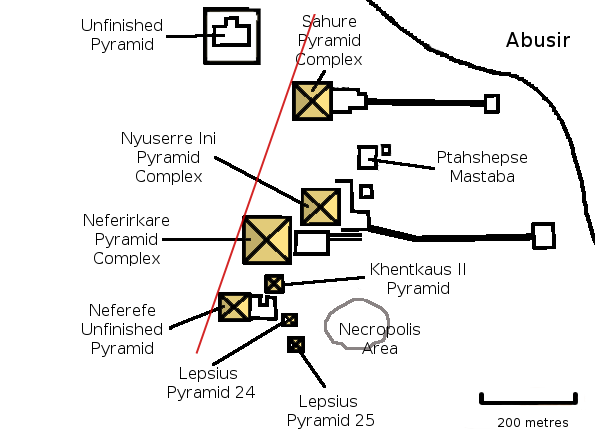
Plattegrond van Aboesir
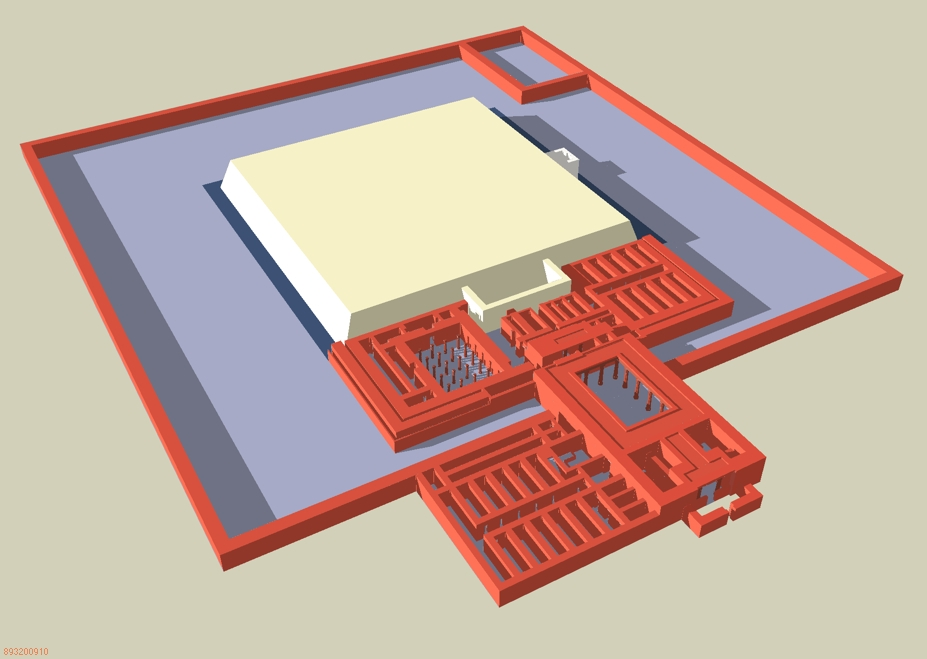
Schematische voorstelling van de piramide
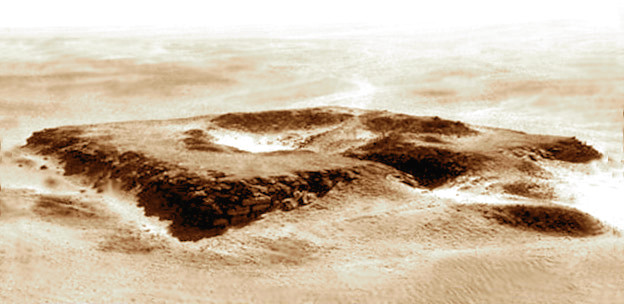
De onvoltooide piramide